# Ек-ен-Віл
Ек-ен-Віл (нід. Eck en Wiel) — село в нідерландській провінції Гелдерланд. Входить до муніципалітету Бюрен.
Перша згадка про село Ек датується 953-ім роком, а про село Віл — 1347-им роком. А вже в 19-му сторіччі обидва села починають згадуватися в документах як єдиний населений пункт.